# Landwehr
Landwehr ou Landeswehr é um termo de língua alemã usado para se referir a certos exércitos nacionais ou milícias encontradas na Europa do século XIX e início do século XX. Em um contexto diferente, refere-se a fortificações em grande escala e de baixa resistência. Em alemão, a palavra significa "defesa do país"; mas o termo aplicado a uma milícia insurrecional é muito antigo e lantveri são mencionados em Baluzii Capitularia, como citado no Idade Média de Henry Hallam, i. 262, 10ª edição.